# Metasia serrulata
Metasia serrulata là một loài bướm đêm trong họ Crambidae.